# Micropteroclerus brevipennis
Micropteroclerus brevipennis is een keversoort uit de familie mierkevers (Cleridae). De wetenschappelijke naam van de soort is voor het eerst geldig gepubliceerd in 1842 door Chevrolat.